# Cahiers d'histoire
Ne doit pas être confondu avec Cahiers d'histoire. Revue d'histoire critique ou Les Cahiers d'histoire (Université de Montréal).
Les Cahiers d'histoire sont une revue scientifique, éditée de 1956 à 2002, par les universités de Lyon, Grenoble, Chambéry, Avignon et Saint-Étienne, et soutenue par le CNRS.

## Présentation
Fondée par l'universitaire André Latreille en 1956, la revue réunit alors des historiens de Lyon, Grenoble et Clermont-Ferrand.
Elle est consacrée à des travaux universitaires portant sur des thématiques allant de l'histoire antique à l'histoire contemporaine.
La parution de la revue cesse en 2002.
Les numéros de 1996 à 2002 sont accessibles en ligne sur le portail OpenEdition Journals.